# دنيس أونيل
دنيس أونيل (بالإنجليزية: Dennis O'Neill)‏ هو لاعب كرة قاعدة أمريكي، ولد في 22 نوفمبر 1866 في هوليوك في الولايات المتحدة، وتوفي في 15 نوفمبر 1912 في روشفيل في الولايات المتحدة.

## وصلات خارجية
- دنيس أونيل على موقعبيزبول رفرنس.كوم (الدوري الرئيسي) (الإنجليزية)